# Port lotniczy Tambow-Donskoje
Port lotniczy Tambow-Donskoje (IATA: TBW, ICAO: UUOT) – port lotniczy położony 10 km na północny wschód od Tambowa, w obwodzie tambowskim, w Rosji.

## Linie lotnicze i połączenia
| Linia Lotnicza | Kierunek                              |
| -------------- | ------------------------------------- |
| RusLine        | 1. Moskwa-Wnukowo 2. Sankt Petersburg |